# Cantonul Saint-Louis
Cantonul Saint-Louis este un canton din arondismentul Pointe-à-Pitre, Guadelupa, Franța.

## Comune
- Saint-Louis : 2 997 locuitori